# Lovemore Munlo
Lovemore Munlo is een Malawisch jurist en politicus. Hij doorliep een uitgebreide carrière als advocaat, minister en directeur voor openbare vervolging en voor internationale betrekkingen. Vervolgens was hij plaatsvervangend hoofdgriffier van het Rwandatribunaal en daarna hoofdgriffier van het Sierra Leonetribunaal. Na vijf jaar te hebben gediend als rechter-president van het hooggerechtshof trad hij in april 2013 terug om deel te nemen aan de strijd om het leiderschap van de Malawi Congress Party (MCP).

## Levensloop
Munlo studeerde in 1976 af aan de Universiteit van Malawi als Bachelor of Laws. Nadat hij al enige jaren als jurist had gewerkt vervolgde hij nog met studie aan de Universiteit van Londen waar hij in 1989 de graad van Master of Laws behaalde. Verder slaagde hij voor een certificaat in het opstellen van verdragen en wetteksten aan het Institute of Advanced Legal Studies in Londen en een diploma in internationaal recht en ontwikkeling van het International Institute of Social Studies in Den Haag.
Van 1976 tot 1984 was hij advocaat voor de landelijke overheid. Over deze periode in zijn loopbaan kreeg hij waardering voor zijn onderhandelingen in het grensconflict tussen zijn land met Zambia en met Tanzania in 1981 en 1983. Aansluitend was hij tot 1987 directeur openbare vervolging bij het Ministerie van Justitie en vervolgens tot 1991 directeur voor internationale betrekkingen bij het Ministerie van Buitenlandse Zaken. Van 1990 tot 1992 was hij rechter van het gerechtshof (High Court) van Malawi.
Hij werd in 1993 Minister van Justitie en procureur-generaal en bleef hier aan tot hij in 1994 zijn loopbaan tot 2001 vervolgde als partner in een advocatenkantoor op het gebied van burgerlijk recht in Lilongwe. Hier specialiseerde hij zich op het gebied van mensenrechten en grondwettelijk procesrecht.
Van 2001 tot 2006 was hij plaatsvervangend hoofdgriffier van het Rwandatribunaal in Arusha in Tanzania. Aansluitend was hij anderhalf jaar griffier voor het Sierra Leonetribunaal in Freetown. Hier werd hij opgevolgd door de Nederlander Herman von Hebel.
Vanaf 2008 was hij rechter-president van het hooggerechtshof in Malawi, tot hij in april 2013 terugtrad om zich te mengen in de strijd om het leiderschap van de Malawi Congress Party (MCP).